# Lydd Y Station
Lydd Y Station war ein britischer Militärstützpunkt. Er lag im Südosten Englands nahe der Stadt Lydd in der Grafschaft Kent. Im Zweiten Weltkrieg befand sich dort eine wichtige Funkabhörstelle des britischen Geheimdienstes.

## Geschichte
Während des Zweiten Weltkriegs war Lydd eine wichtige Funkpeilstelle (Y Station). Sie war auf der britischen Hauptinsel extrem südöstlich exponiert und damit ein wichtiger Stützpunkt zur Funkortung feindlicher Funkstellen, insbesondere der im Atlantik operierenden deutschen U-Boote.